# 奧克拉荷馬大學
奧克拉荷馬大學（University of Oklahoma），成立於1890年，位於美國奧克拉荷馬州諾曼，學校採學期制，大學部約有20,000名學生，是美國中南部地區有名的大學，所接受的各方捐贈總額，至2008年已超過7億2千4百萬美元，2009年《美国新闻与世界报道》大學評比為全美排名第102名的學校。该校和奧克拉荷馬州立大學是州內仅有的兩所研究型大學，同属奧克拉荷馬州高等教育系统。

## 學院
- 建築學院
- 文理學院
- 商學院
- 教育學院
- 地球科學學院
- 工程學院
- 美術學院
- 新聞和傳媒學院

## 外部連結
- 奧克拉荷馬大學（页面存档备份，存于）
- 2009年 USNews全美大學排名 （页面存档备份，存于）